# Nossa Senhora da Guia
Nossa Senhora da Guia é um dos muitos títulos atribuídos à Virgem Maria. Seu carácter é atribuído ao de padroeira dos navegantes, sendo a sua devoção conhecida em Portugal e no Brasil. 

## História
Em Portugal, é comum haver festas e igrejas construídas em honra à Nossa Senhora da Guia. Em Vila do Conde, o edifício paroquiano aparece no inventário do Mosteiro de Guimarães do século XI, em 1054. Na localidade há festa e romaria, sempre iniciada no mês de fevereiro.
No Brasil, as imagens de Nossa Senhora da Guia e do Senhor do Bonfim foram trazidas diretamente de Portugal em 1745. Os ícones estão localizados na Igreja de Nosso Senhor do Bonfim, em Salvador, na Bahia.
A origem da devoção à Nossa Senhora da Guia no Brasil remete-se a Theodózio Rodrigues Faria, capitão português de Mar e Guerra. Em 18 de abril de 1745, ele solicitou a José Botelho de Matos, então arcebispo da Bahia, para fundar uma irmandade dos devotos leigos, com o objetivo de manter o culto a Nossa Senhora da Guia e ao Senhor do Bonfim, além de desenvolver atividades como o zelo pela devoção e a evangelização e catequese.
As festividades em honra à Nossa Senhora da Guia se espalharam em outros municípios do Brasil. Em Eldorado, no interior de São Paulo, a devoção chegou em 1757, antes da fundação do município.
Há registradas celebrações em honra à Nossa Senhora da Guia em Alagoinhas (BA), Acari (RN), Patos (PB), Divinópolis (MG) e Mangaratiba (RJ), onde a santa é padroeira do município.